# Danza de los huehues
Huehue es un término náhuatl que significa viejo,(o mi abuelo) que se relaciona con la sabiduría y experiencia de los años. Hay varios mitos acerca del origen de la danza de los huehues ya que algunas versiones dicen que se originó en Veracruz y otras dicen que provienen de las tradiciones que tenían de la cultura azteca, además de que cada uno le da diferente sentido a esta danza.

## Origen
Se dice que comenzó este baile con la costumbre en el [Día de Muertos] en la [región Huasteca] en el lugar de Xantolo, donde viejos sabios, llamados huahuas, ayudaban a las viudas a encontrar cobijo luego que sus esposos morían en batalla durante la época prehispánica, aunque en realidad existen muchas versiones sobre el origen de esta danza. Se dice que la tradición del baile de los huehues es originaria del estado de Tlaxcala; después, fue llevada a Puebla por algunas personas que ayudaron a fundar esta ciudad. Alrededor del siglo XVII, los colonizadores españoles comenzaron a impartirles a los indígenas tlaxcaltecas la tradición del carnaval, como un método para evangelizarlos.
Otra de las versiones de los huehues es que fue una danza para burlarse de los españoles; por esos las típicas máscaras con ese estilo y rasgos muy españoles y europeos que utilizan todas las camadas.
El autor Jacques Galinier en su libro Cuerpo y cosmos en los rituales otomíes menciona la danza del Xita que hacen los otomíes de la Huasteca e indica que su origen viene de la pareja primigenia divina de Los padres viejos, y en diversos puntos de la llamada "Mesoamérica" se detectan danzas similares lo que indica que eran Dioses venerados por diversas tribus, con diferentes lenguas, y en mexicano pasa a llamarse la danza de Los huehues, incluso el bayle de El viejo usado para fin de año en la Vera Cruz o la danza de Los diablos hecha ahora por mulatos de la Costa chica parecen derivar del culto a esos Dioses prehyspanos. 

## Interpretación de la danza
Los indígenas tomaron esta tradición, creando el baile de los huehues, el cual tiene un significado tanto religioso como satírico, ya que los danzantes se vestían de manera que se hiciera burla de los propios españoles y demás personas de clase alta que los dominaban.
Antes las cuadrillas estaban conformadas solamente por hombres; algunos llegaban a vestirse de mujer para poder realizar la presentación del personaje hasta que después de varios años, alrededor de los setenta, se permitió la entrada a las mujeres para bailar en esta tradición.

## Vestimenta y accesorios
La vestimenta de los hombres se compone de:
- Pantalón negro con saco o chaleco
- Pluma con una tela colgada
- Máscara de cera o de yeso

- Paliacate en la cabeza
- zapato de charol
- Gazné de tela color blanco
- Corbata o pañuelo
- Guantes
- Capa bordada de lentejuelas,

La vestimenta de las mujeres se compone por :
- Vestido de colores vivos, preferible de manga corta

- Zapatos, botines o tenis.[2]

## Personajes
Uno de los personajes principales que forma parte de las cuadrillas del baile de los huehues es el Diablo, que se encarga de molestar a los espectadores o gente que se encuentra en su recorrido, también entra a los negocios o casas que estén abiertos.
Otro personaje importante es el  Huehuentzi (el más viejo), quién utiliza una máscara con barba larga.
Las cuadrillas de huehues también están compuestas por diversos personajes de diferentes épocas como personajes prehispánicos o actuales. En el caso de que bailen durante un carnaval, estos recorren las calles al inicio del carnaval y en vísperas de la cuaresma.